# Gemeaz Cusin
Gemeaz Elior S.p.A. è un'azienda italiana attiva nel settore della ristorazione collettiva, dei buoni pasto e nella gestione delle attività di asilo nido.

## Storia
Nasce nel 1949 come Gestione Mense Aziendali, da cui Gemeaz, per iniziativa della famiglia Cusin: è stata la prima in Italia ad occuparsi di ristorazione collettiva organizzata.
Il 1975 vede l'ingresso di Jacques Borel (l'inventore del brand Ticket Restaurant), all'interno della compagine azionaria
Nel 1983 entra a far parte di Accor, a seguito dell'acquisizione della controllante Jacques Borel International.
Chiude il 1994 registrando un fatturato di 260 miliardi di lire, erogando 38 milioni di pasti, suddivisi in ristorazione aziendale (71%), ristorazione scolastica (12%) e ristorazione ospedaliera (17%). È licenziataria per l'Italia per l'emissione dei buoni pasto Ticket Restaurant.
Entra nell'orbita Barclays Private Equity con l'arrivo del 2007. In quell'anno, Gemeaz Cusin Ristorazione S.r.l. aveva 5.400 dipendenti ed un fatturato di 286 milioni di euro di cui il 32% derivante dai servizi di ristorazione presso mense aziendali, il 25% in strutture socio-sanitaria, il 22% in edifici scolastici, il 13% in caserme militari, l'8% dal catering marittimo, con 51 milioni di pasti erogati.
Dal 2011 è parte del gruppo Elior S.A., divenutone proprietario sborsando tra i 110 ed i 120 milioni di euro, formando un operatore da 650/700 milioni di euro di fatturato e detentore del 17% del mercato italiano.

## L'ambito di attività
L'ambito di attività del Gruppo comprende tutti i settori della ristorazione: aziendale, scolastico, socio-sanitario, terza età, commerciale/interaziendale, militare, turismo religioso, catering aereo, catering navale e gestione di servizi in “global service”, gestione di asili nido aziendali e buoni pasto.

## I marchi
- TicketGemeaz, con questo marchio il gruppo è attivo nel settore dei servizi sostitutivi di mensa o buoni pasto
- Pulcini & Co è il marchio che si occupa della realizzazione e gestione di asili nido aziendali e interaziendali per aziende, enti pubblici e privati
- Gimmy Mangiobene è il marchio con il quale si occupa di educazione alimentare con la collaborazione scientifica e la supervisione degli Enti Sanitari Pubblici e del DiSTAM (Dipartimento Scienze e Tecnologie Alimentari e Microbiologiche) Sezione Nutrizione di Milano.
- Vita agli Anni è il progetto del Gruppo che integra i servizi ristorativi offerti agli ospiti delle case di riposo, con strumenti di svago, riflessione, gioco e compagnia, anche al di fuori del momento del pasto.

## Società controllate
- Tirrenia Eurocatering SpA
- SIAF